# 豊原路子
豊原 路子（とよはら みちこ、1933年 - ）は、日本の作家である。女優として映画に出演もした。旧筆名家嶋 芙美子（いえしま ふみこ）。本名・出生名等不明。

## 人物・来歴
1933年（昭和8年）に生まれる。日本大学法学部政治経済学科を卒業後、英文タイピスト、ホステスを経験する。
1958年（昭和33年）、東京ライフ社から「家嶋芙美子」名義で、最初の著書『銀座のエロス』を上梓する。翌1959年（昭和34年）、朱雀社から、「豊原路子」名義での最初の著書『マンハント』を上梓する。第二書房から、1960年（昭和35年）10月には『体当たり男性論』、翌1961年（昭和36年）8月には『体当りマンハント旅行記』を上梓している。未婚の母になり、その後に世界一周旅行をし、1965年（昭和40年）には、その紀行文『出たとこ勝負 私の世界マンユウ記』（東京文芸社）を上梓した。同年、第二書房の伊藤文學による新書シリーズ「NIGHT BOOKS」に、『体当たり男性論』、『豊原路子の体当りマンハント旅行記』（『体当りマンハント旅行記]』改題）が収録された。
1966年（昭和41年）には、同年2月19日に松竹が配給して公開された湯浅浪男監督の映画『顔を貸せ』に端役として出演、同時期に同名の自著を原作にした『豊原路子の体当りマンハント旅行』（監督糸文弘）を完成、同作に主演している。横浜、静岡、浜松、京都、大阪、神戸でロケーション撮影を行い、同作には作家の田中小実昌も出演している。同年12月、九州から東京に来た谷ナオミが豊原の助手を務めている。
作家の遠藤周作とも交流があり、1967年（昭和42年）に出版された『狐狸庵閑話 巻之2 現代の快人物』（桃源社）には、『体当りヌード・豊原路子』として紹介されている。同年4月、東京・神楽坂のキャバレー「ムーンライト」で開かれた、伊藤文學の35歳の誕生日と「NIGHT BOOKS」35巻達成を祝うパーティで、豊原は羽目を外し、下半身を露出する行為に及ぶ事件を起こす。同じころ、谷ナオミを雑誌記者を介して国映に紹介、関孝二監督の『スペシャル』（製作新日本映画、配給国映）というピンク映画に出演させ、女優デビューさせている。
22年ぶりの著書である『世界の男グルメ・裏のウラ』を上梓した1987年（昭和62年）5月以降の消息はわからない。伊藤文學によれば豊原は相当の美人だといい、『世界の男グルメ・裏のウラ』のカバー裏表紙には、当時の近影が掲載されている。

## ビブリオグラフィ
国立国会図書館蔵書を中心とした著書、自筆原稿および掲載記事の一覧である。
著書
- 『銀座のエロス』、東京ライフ社、1958年 - 「家嶋芙美子」名義
- 『マンハント』、朱雀社、1959年
- 『体当たり男性論』、 第二書房、1960年10月
- 『体当りマンハント旅行記』、第二書房、1961年8月
- 『出たとこ勝負 私の世界マンユウ記』、東京文芸社、1965年
- 『体当たり男性論』、NIGHT BOOKS 21, 第二書房、1965年（新書化）
- 『豊原路子の体当りマンハント旅行』、NIGHT BOOKS 22, 第二書房、1965年（新書化、『体当りマンハント旅行記』改題）[14]
- 『世界の男グルメ・裏のウラ』、広論社、1987年5月 ISBN 4875351046

手記・座談会
- 『さすらいの愛の果てに』豊原路子、『婦人倶楽部』第47巻第7号所収、講談社、1966年6月、p.238-240.
- 『夫研究座談会 奥さまたちはご主人の〝もう一つの顔〟を知らない! - 四人の異色女性が体験的に語る男性の裏側』園田てる子・豊原路子・小森和子・炎加世子、『主婦と生活』第21巻第13号所収、主婦と生活社、1966年11月、p.130-133.

記事
- 「豊原路子の場合 マネーハントにも破れた〝虚栄の女〟」、『週刊サンケイ』第11巻第22号所収、サンケイ出版、1962年5月、p.24-27.
- 「この非常識男女の不思議な生き方 ワイド特集 自称才女豊原路子の体当たり新商売」、『週刊現代』第8巻第31号所収、講談社、1966年8月、p.108-115.
- 『体当りヌード・豊原路子』遠藤周作、『狐狸庵閑話 巻之2 現代の快人物』所収、桃源社、1967年、p.211.
  - 『現代の快人物』、遠藤周作、角川文庫、角川書店、1972年 ISBN 4041245087
- 「ピンクパーティーで見せた豊原路子の実力」、『週刊サンケイ』第16巻第15号所収、サンケイ出版、1967年4月、p.116-119.
- 「タブーを破った有名女性の憂き目 - 堤玲子・豊原路子・応蘭芳のセックス三題噺」（堤玲子・応蘭芳）、『週刊サンケイ』第17巻第29号所収、サンケイ出版、1968年7月、p.124-129.
- 「この女性たち10年の波乱万丈 ワイド 特集 いまでも裸を売っている豊原路子」、『週刊現代』第11巻第13号所収、講談社、1969年4月、p.36-48.
- 「SEX怪女豊原路子の新商売」、『週刊文春』第26巻第40号所収、文藝春秋社、1984年10月、p.27-28.

## フィルモグラフィ
すべて出演である。
- 『顔を貸せ』 : 監督湯浅浪男、製作CAG、配給松竹、1966年2月19日公開（映倫番号14325、成人映画指定） - 出演・「朱美」役
- 『豊原路子の体当りマンハント旅行』[7] : 監督糸文弘、製作オスカープロ、1966年3月公開[7]（公開日・映倫番号不明、成人映画指定[5]） - 原作・主演